# Walter Skocik
Walter Skocik (Schwechat, 6 settembre 1940) è un allenatore di calcio ed ex calciatore austriaco, di ruolo centrocampista.
Bandiera del Rapid Vienna, nazionale austriaco, s'impose anche da manager, vincendo quattro titoli con tre squadre differenti tra Austria, Grecia e Cipro: restituì il campionato austriaco al Rapid Vienna dopo 14 anni dall'ultimo successo, mentre a Salonicco vinse il secondo titolo del PAOK a distanza di nove stagioni dal primo campionato greco.

## Carriera

### Nazionale
Esordisce il 29 maggio 1960, contro la Scozia, match vinto 4-1. Gioca altre 13 volte per l'Austria.

## Palmarès

### Giocatore
- Campionato austriaco: 6

Rapid Vienna: 1959-1960, 1963-1964, 1966-1967, 1967-1968
Wacker Innsbruck: 1971-1972, 1972-1973
- Coppa d'Austria: 4

Rapid Vienna: 1960-1961, 1967-1968, 1968-1969
Tirol Innsbruck: 1972-1973

### Allenatore
- Campionato austriaco: 1

Rapid Vienna: 1981-1982
- Campionato greco: 1

PAOK: 1984-1985
- Coppa di Cipro: 1

Omonia: 1993-1994
- Supercoppa di Cipro: 1

Omonia: 1994